# Phare de Glåpen
Le phare de Glåpen (en norvégien : Glåpen fyr) est un feu côtier situé sur l'île de Moskenesøya (Îles Lofoten) sur la commune de Moskenes, dans le comté de Nordland (Norvège).

## Histoire
Le premier phare a été mis en service en 1857. C'était une tour carrée en bois de 7 mètres de haut avec une grande lanterne et une galerie attachée au fronton d'une maison de gardien. En 1985 il a été désactivé au profit d'une petite lumière automatisée au sommet d'un pilier de béton, juste au sud de l'ancien phare. L'ancien phare a été restauré.
Le phare actuel marque l'entrée du port de Sørvågen.

## Description
Le phare actuel  est une tour cylindrique en béton de 10 mètres de haut, avec une galerie et une lanterne. Le pilier est blanc avec une bande noire et le toit de la lanterne est rouge. Son feu à occultations émet, à une hauteur focale de 44 mètres, un éclat blanc et rouge selon différents secteurs toutes les 6 secondes. Sa portée nominale est de 11,2 milles nautiques (environ 21 km).
Identifiant : ARLHS : NOR-429 ; NF-7654 - Amirauté : L2990 - NGA : 11752.

### Lien connexe
- Liste des phares de Norvège